# Chionolaena capitata
Chionolaena capitata là một loài thực vật có hoa trong họ Cúc. Loài này được (Baker) S.E.Freire mô tả khoa học đầu tiên năm 1993.